# Інженер-генерал
Інже́нер-генера́л — вище військове звання і військово-технічний чин в Російській імперії 1796—1917.
Вищий генеральський чин в інженерній частині, як роді військ російської армії. Наприкінці XVIII століття особи, що мали чин генерала від інфантерії, отримали ще одну назву — інженер-генерал (генерал від інженерів), яке з початку XIX століття стало використовуватися для позначення особливого чину. 
Інженер-генерал міг бути генералом-інспектором по інженерній частині, інспектором всього Інженерного департаменту, товаришем генерала-інспектора по інженерній частині, директором Інженерного департаменту, командуючим армійським загоном, польовим інспектором інженерної частини при Штабі Верховного головнокомандуючого, начальником інженерів фронту, членом Інженерного комітету Військового міністерства, професором Миколаївської інженерної академії. 
Введений Павлом I 29 листопада 1796 р. 
Чину інженера-генерала, що відносився до II класу «Табелі про ранги» 1722 р., з кінця XVIII ст. відповідала форма звернення «Ваше високопревосходительство».
Чин скасований 16 (29) грудня 1917 року декретом Ради Народних Комісарів «Про зрівняння всіх військовослужбовців в правах».